# O seksie na ludowo
O seksie na ludowo – dziewiąty album studyjny polskiej piosenkarki Danuty Stankiewicz wydany w 2000 roku pod pseudonimem Lolita nakładem wytwórni Roja.

## Lista utworów
1. Czerwone i bure (trad. - Wincenty Świecznik)
2. Naszaba (Marek Krejzler - Wincenty Świecznik)
3. Holka (Stanisław Wielanek - Wincenty Świecznik)
4. Powiedzcie ludziska (Wiesław Czerwiński - Ryszard Skalski)
5. Studzienka Kasieńki (trad. - Andrzej Brzeski)
6. Stara stodoła (Stanisław Wielanek - Wincenty Świecznik)
7. Wziełam koguta (Wiesław Czerwiński - Wincenty Świecznik)
8. Drogi Jaśku (Jerzy Lichacz - Ryszard Skalski)
9. Szumi gaj (trad. - trad.)
10. A Jagusi chce sie (Jerzy Lichacz - Ryszard Skalski)
11. Hulaj, bujaj jeleniu (Ryszard Sielicki - Ewa Bonacka)
12. Oddajcie wy Zośce cnote (Wiesław Czerwiński - Ryszard Skalski)
13. Panienki jak wisienki (Eugeniusz Majchrzak - Józef A. Grochowina)
14. Jadwiga i rydze (trad. - trad.)

## Charakterystyka albumu
Album O seksie na ludowo Danuty Stankiewicz to zbiór piosenek biesiadnych i ludowych o tematyce seksualnej. Utwory pochodzą zarówno z własnego repertuaru artystki, jak i tradycyjnego repertuaru polskiej muzyki ludowej. Wszystkie piosenki na płycie zaaranżował Piotr Strycharski, który nagrał również chórki na płycie. Album został zarejestrowany w 2000 roku w Studio S-7 w Warszawie a jego wydania nie promowano żadnymi singlami. Krążek oryginalnie ukazał się w formie płyty kompaktowej (Roja CD 018), natomiast w 2008 roku ukazała się jego reedycja wydana przez Accord Song (Accord Song 598). W 2013 ukazała się kolejna reedycja albumu wydana przez Fan Media (Fan Media FM CD 0073). Płyta stanowi trzeci album wydany przez Danutę Stankiewicz pod pseudonimem Lolita, który zarazem zakończył projekt występów pod tym pseudonimem.

## Muzycy
- Danuta Stankiewicz – śpiew
- Piotr Strycharski, Wojciech Leszczyński – chórki
- Andrzej Skupiński – klarnet
- Jacek Brzozowski – akordeon
- Wojciech Leszczyński – skrzypce

## Realizatorzy
Projekt okładki – Szczepan Sadurski